# Friedrich Milde
Friedrich Milde (Oldenburg, 14 juli 1918 - Stuttgart, 14 september 2016) is een Duits componist, muziekpedagoog en hoboïst.

## Levensloop
Milde studeerde compositie, hobo en piano aan de Felix Mendelssohnschool voor muziek en theater in Leipzig. In 1938 werd hij hoboïst in het militaire muziekkorps van de Duitse luchtmacht. Na de Tweede Wereldoorlog was hij vanaf 1946 als hoboïst verbonden aan het Radio Sinfonieorkest Stuttgart van de voormalige Süddeutscher Rundfunk, de voorloper van het huidige Radio-Sinfonieorchester Stuttgart des SWR. Daarnaast was hij sinds 1956 docent voor hobo en kamermuziek aan de Staatliche Hochschule für Musik und Darstellende Kunst Stuttgart; in 1966 werd hij tot professor benoemd. Tot zijn leerlingen behoorden onder anderen Jochen Müller-Bincken en Klaus Kärcher. 
Als hoboïst verzorgde hij ook solo-optredens in het binnen- en buitenland. Hij componeerde naast werken voor zijn instrument ook werken voor harmonieorkest, koor en kamermuziek.

## Composities

### Werken voor harmonieorkest
- 1987 Schönes Baden-Württemberg, concertmars
- 1987 Valse romantique, walsrapsodie
- 1988 Es war einmal..., sprookjesfantasie voor spreker en harmonieorkest
- 1989 Intermezzo brillant
- Canzonetta e Rondo da Caccia, voor hobo en harmonieorkest
- Concertino, voor hoorn en harmonieorkest 
  1. Allegro
  2. Larghetto
  3. Allegro

### Vocale muziek

#### Werken voor koor
- 1998 Romanzen (Vol. 1), voor gemengd koor en piano 
  1. Ein Märchen aus dem Morgenland - tekst: Emanuel Geibel
  2. Morgenlied - tekst: August Heinrich Hoffmann von Fallersleben
  3. Herbstklage - tekst: Nikolaus Lenau
- 1998 Romanzen (Vol. 2), voor gemengd koor en piano 
  1. Nacht - tekst: Nikolaus Lenau
  2. Schäfers Tanz - tekst: Johann Wolfgang von Goethe
- Unser schönes Land, cyclus voor mannenkoor en piano - tekst: Gert Friderich
- Von Liebe, Wein und Wandern, voor tenor solo, gemengd koor en strijkorkest - tekst: Helmut Hauser

#### Liederen
- Ein eigen Ding, die Liebe, Ballade voor sopraan (of: tenor) en piano

### Kamermuziek
- 3 Miniaturen, voor hoorn en piano
- Arietta, voor twee hobo's en twee althobo's
- Arietta, voor vier klarinetten
- Arietta, voor twee klarinetten en twee hoorns
- Canzonetta e Rondo da Caccia, voor hobo en piano
- Klarinettenserenade, voor 4 klarinetten en basklarinet (of fagot)
- Mozart-Variationen (Menuett KV 1), voor twee hobo's en twee althobo's (of vier klarinetten)
- Variationen über Leopold Mozarts "Schwabentanz", voor twee hobo's en althobo (of 3 klarinetten)